# Morpeth
Morpeth este un oraș în comitatul Northumberland, regiunea North West, Anglia. Orașul se află în districtul Castle Morpeth a cărui reședință este.